# Reiko Kuroda
Pour les articles homonymes, voir Kuroda.
Reiko Kuroda (黒田玲子), née le 7 octobre 1947, est une chimiste japonaise dont les principaux travaux de recherche portent sur la chiralité,.

## Biographie
Titulaire d'un doctorat en chimie de l'université de Tokyo, Reiko Kuroda travaille pour le King's College de Londres avant d'être nommée professeur au  département des sciences de la vie de l’École des hautes études des arts et des sciences de l'université de Tokyo. 
Elle est actuellement rattachée à l'université des sciences de Tokyo.
De 2008 à 2011, elle a été vice-présidente du Conseil international pour la science.

## Récompenses et distinctions
- Prix L'Oréal-Unesco pour les femmes et la science (2013)[5]
- Docteur honoris causa de l'École polytechnique Chalmers (2010)[6]
- Prix Saruhashi (1993)[7]
- Professeure honoris causa de l'université du Sichuan[8]